# Dagens Nyheder
Dagens Nyheder var en dansk dagstidning, utgiven 1868-1931 & 1931-1961 i Köpenhamn. Den övertogs av De Ferslewske Blade 1889 och blev förlagets största tidning. Dagens Nyheder fusionerades med Nationaltidende 1931 och gick under detta namn 1936-1954. Tidningens politiska inriktning var konservativ och var från 1871 ett organ för Nationale Godsejere.